# Coprinellus subpurpureus
Coprinellus subpurpureus är en svampart som först beskrevs av A.H. Sm., och fick sitt nu gällande namn av Redhead, Vilgalys & Moncalvo 2001. Coprinellus subpurpureus ingår i släktet Coprinellus och familjen Psathyrellaceae.  Artens status i Sverige är: Ej påträffad. Inga underarter finns listade i Catalogue of Life.